# 小松三月
小松 三月（こまつ みつき、5月25日 - ）は、日本の女性声優。高知県出身。血液型 A型。
旧芸名は小松由佳（こまつ ゆか）、小松しづく（こまつ しづく）。

## 人物
以前はぷろだくしょんバオバブ、OYSプロデュース、アールグルッペ（2012年4月〜）に所属していた。

## 出演作品

### ゲーム
- 新スーパーリアル麻雀シリーズ Hi★Paiパラダイス（ポテ吉[1]）※アーケード

1999年
- 探偵 神宮寺三郎 灯火が消えぬ間に（フリッツ・バウアー[1]）※通常版

2000年
- 探偵 神宮寺三郎 灯火が消えぬ間に（フリッツ・バウアー）※普及版
- 夢のつばさ（学生[3]）※PS

2002年
- すべてがFになる 〜THE PERFECT INSIDER〜（国枝桃子[1]）

2009年
- 探偵 神宮寺三郎 灯火が消えぬ間に（フリッツ・バウアー）※ゲームアーカイブス

### CDドラマ
- 戦え・生徒会!!（頼子[3]）

### Webドラマ
- 時の源（夏川子梅[3]）